# Cantonul Tramayes
Cantonul Tramayes este un canton din arondismentul Mâcon, departamentul Saône-et-Loire, regiunea Burgundia, Franța.

## Comune
| Comune                       | Populație (1999) | Cod poștal | Cod INSEE |
| ---------------------------- | ---------------- | ---------- | --------- |
| Bourgvilain                  | 321              | 71520      | 71050     |
| Clermain                     | 197              | 71520      | 71134     |
| Germolles-sur-Grosne         | 110              | 71520      | 71217     |
| Pierreclos                   | 812              | 71960      | 71350     |
| Saint-Léger-sous-la-Bussière | 256              | 71520      | 71441     |
| Saint-Pierre-le-Vieux        | 334              | 71520      | 71469     |
| Saint-Point                  | 316              | 71520      | 71470     |
| Serrières                    | 265              | 71960      | 71518     |
| Tramayes                     | 908              | 71520      | 71545     |